# Халед (певец)
Халед Хадж Ибрагим (араб. خالد حاج إبراهيم‎; 29 февраля 1960, Оран, Алжир) — алжирский певец и музыкант в стиле раи — смеси берберской и южно-европейской музыки. Наибольшую известность ему принесло исполнение песен «Didi», «Aïcha» и «C’est la vie».

## Биография
Халед родился в Оране, Алжир.
Халед начал музыкальную карьеру в раннем возрасте, из-за чего за ним и закрепился псевдоним Шеб Халед (араб. شاب خالد‎ — «Юный Халед»), сейчас он выступает под сценическим именем Халед.

### Ранние годы
В возрасте четырнадцати лет Халед основал свой первый музыкальный коллектив Les Cinq Étoiles («Пять звезд»), с которым выступал на местных праздниках и свадьбах. В эти же годы он записал свою первую сольную композицию «Trigue Lycée» («Дорога в старшую школу»), после чего увлёкся происходившими в 1980-е изменениями в стиле раи. В моду входило исполнение арабской музыки на западных инструментах и использование студийной звукозаписывающей аппаратуры. С 1986 года живёт во Франции, поёт как на арабском, так и на французском языках.

### Противоречия с исламом
Алжирские исламские фундаменталисты были негативно настроены по отношению к стилю музыки «раи», из-за присутствия в текстах песен непочтительного отношения к запретам ислама: сексу, алкоголю, наркотикам. Певцы, подобные Халеду, расценивались как социально прогрессивные. Более современные темы, которыми были взволнованы молодые люди, протест против принуждённости и более традиционного ислама — этим характеризовалось искусство стиля раи.
Как сказал сам Халед, «в музыке раи люди могут выражать себя самих. Мы разрушаем запреты». Клип Халеда «Диди» демонстрирует провокационно одетых девушек, танцующих с молодыми людьми. Оба этих случая являются запретными в исламе.